# Beat Rüedi
Beat Rüedi (Thusis, 19 febbraio 1920 – Castino, 29 ottobre 2009) è stato un hockeista su ghiaccio e allenatore di hockey su ghiaccio svizzero che giocò nelle file dell'HC Davos, dell'HC Ambrì-Piotta e nell'HC Lugano, dove fu anche allenatore.

## Carriera

### Club
Beat Rüedi fu per dodici volte campione nazionale con l'HC Davos, approdò in Ticino nel 1950 per ragioni professionali e decise di proseguire la sua carriera con la maglia dell'HC Ambrì Piotta, con la quale festeggiò la promozione in Lega Nazionale A nel 1953 come allenatore-giocatore.
In seguito, nel 1955, giunse a Lugano, convinto da Cuccio Viglezio, in coincidenza con l'apertura della pista di Noranco ed oltre a fungere da trascinatore sul ghiaccio quale stella del firmamento hockeystico nazionale entrò nella vita sociale del club con tutto il suo entusiasmo e la sua competenza.
Rüedi fu un ottimo giocatore ed allenatore, tra il 1955 e il 1958 diede anima e corpo al sodalizio. Nel 1956 festeggiò la promozione in Prima Lega
A prescindere dal suo valore in pista, Rüedi si meritò la carica di socio onorario dell'HCL per il suo impegno nell'ambito della progettazione e della costruzione della Resega, inaugurata ufficialmente il 1º dicembre 1957 con la partita tra le Nazionali di Svizzera e Italia.
Mentre un giovane Geo Mantegazza si occupò dei calcoli statici, Beat Rüedi supervisionò e diresse i lavori con particolare attenzione a tutti i dettagli tecnici.

### Nazionale
Indossò la maglia della nazionale svizzera per 57 incontri totalizzando 24 reti e vincendo una medaglia di bronzo olimpica.

## Palmarès

### Club
- Campionato svizzero: 12:

 Davos: ?

### Nazionale
- Giochi olimpici invernali: 1 bronzo

 Svizzera: 1948